# ناحیه شارلوا، میشیگان
ناحیه شارلوا (به انگلیسی: Charlevoix Township) یک منطقهٔ مسکونی در ایالات متحده آمریکا است که در شهرستان شارلووی، میشیگان واقع شده‌است.
 ناحیه شارلوا ۳۱٫۳ کیلومتر مربع مساحت و ۱٬۶۴۵ نفر جمعیت دارد و ۱۸۸ متر بالاتر از سطح دریا واقع شده‌است.